# Свети Йоан Богослов (Костур)
„Свети Йоан Богослов“ (на гръцки: Αγίου Ιωάννη του Θεολόγου) е православна църква в махалата Долца на град Костур (Кастория), Егейска Македония, Гърция. Храмът е част от Костурската епархия.

## Местоположение
Разположена е в традиционната южна махала на града Долца (Долцо). Църквата е в Сервиотската енория.

## История
Построена е в XIX век върху основите на стар храм, архитектурни елементи от който са вградени в зидарията.

## Архитектура
В архитектурно отношение е трикорабна базилика с притвор с открит трем от южната страна. Във вътрешността има ценни икони, като тази на патрона светец и на Благовещние Богородично. Иконите са стари, надзографисани, вероятно наследени от по-стария храм. В храма има и красива, изрисувана дърворезба. В 1991 година църквата е обявена за защитен паметник. На амвона на църквата е имало надписи на български език.
- Икони от храма
- Свети Димитър от храма, пазена в Костурския византийски музей
- Възнесение Илиево, 1898 година
- Рождество Богородично, XVIII век
- Рожденство Христово, XVIII - началото на XIX век